# Chapelle Saint-Germain de Cesseras
La chapelle Saint-Germain (ou chapelle Saint-Germain-de-la-Serre) est une chapelle romane située près de Cesseras dans le Minervois, région de l'ouest du département français de l'Hérault en région Occitanie.

## Localisation
La chapelle se dresse à deux kilomètres à vol d'oiseau à l'ouest du village, isolée dans un bois de pins.
On y accède, au départ du village de Cesseras, en suivant la route de Siran pendant deux kilomètres puis en tournant à droite sur une petite route que l'on suit pendant un kilomètre.

## Historique
La chapelle Saint-Germain de la Serre fut construite aux XIe et XIIe siècles. Elle dépendant d'un prieuré rural étendu, cité dans les dépendances de l'abbaye Saint-Victor de Marseille, qui comprenait l'église paroissiale Notre-Dame-de-la-Serre et les annexes Saint-Germain et Saint-Salvy. L'église Notre-Dame, déjà citée en 836, il n'en reste rien car dépecée au XVIIIe siècle par un viguier de Saint-Pons. De la chapelle Saint-Salvy, qui a été ruinée par les routiers en 1361, il reste une tour située à 500 m du village. 
La chapelle a été rattachée en 1383 par le pape Clément VII au monastère Saint-Benoît-Saint-Jean de Montpellier. Après la sécularisation du monastère au XVIe siècle, elle a dépendu du chapitre cathédral de la cathédrale Saint-Pierre de Montpellier. 
La différence d'appareil révèle deux campagnes de construction.
C'est l'ancienne église paroissiale d'un village aujourd'hui disparu. 
Elle fait l'objet d'un classement au titre des monuments historiques depuis le 17 avril 1947. La voûte de la chapelle qui menaçait de s'effondrer a été restaurée entre 1948 et 1954.

## Architecture extérieure

### La façade méridionale
La façade méridionale présente un portail aux claveaux polychromes (blanc, beige, brun, ocre et noir) abrité sous un arc de décharge supporté par deux puissants contreforts.
Un troisième contrefort, plus faible que les précédents, rythme cette façade : il est encadré de deux fenêtres, l'une très semblable à celle du chevet (étroite et surmontée d'un arc monolithe et d'un cordon de basalte) et l'autre, plus large et surmontée d'un arc fait de trois rangées de pierre.

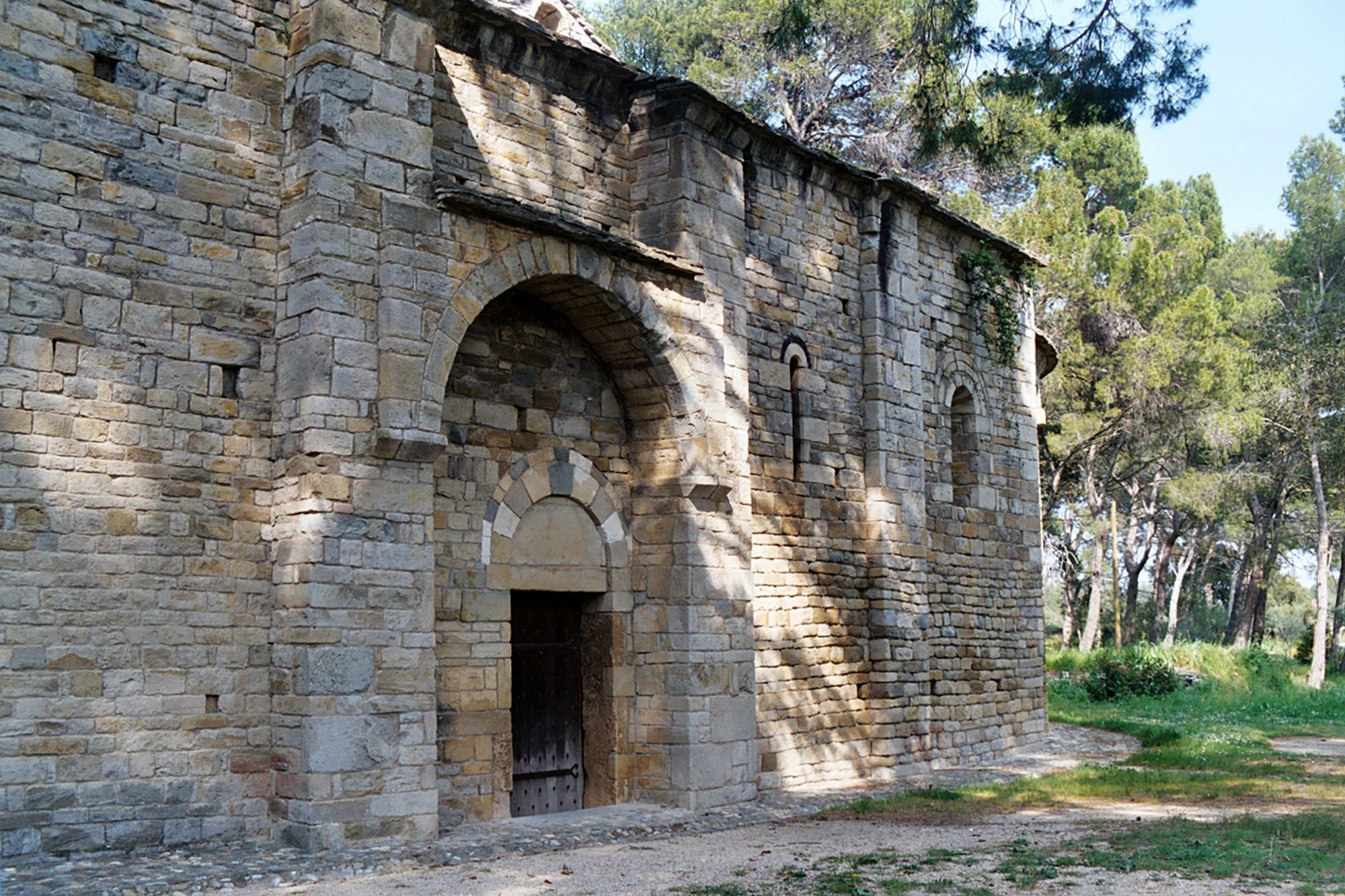
La façade méridionale et son portail polychrome.

### Le chevet roman
La chapelle possède un superbe chevet de style roman lombard à abside unique édifié en pierre de taille de teinte brune.
L'abside, surmontée d'une corniche biseautée et couverte d'ardoises, présente une décoration de bandes lombardes composées de lésènes et d'arcatures. 
Elle est percée d'une étroite fenêtre sans ébrasement surmontée d'un arc constitué d'un seul bloc de pierre dont l'extrados est bordé d'un cordon de basalte noir.

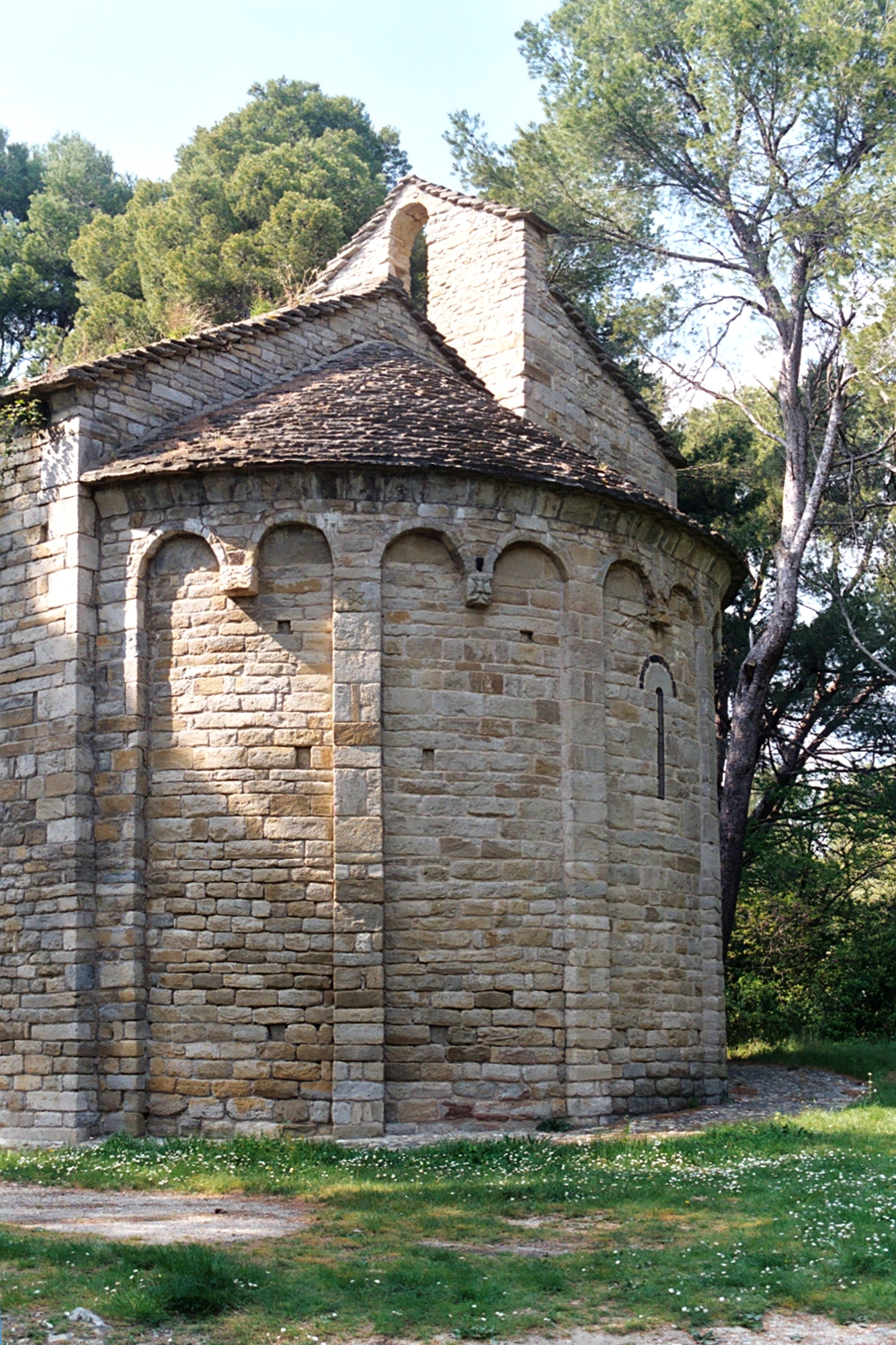
Le chevet.
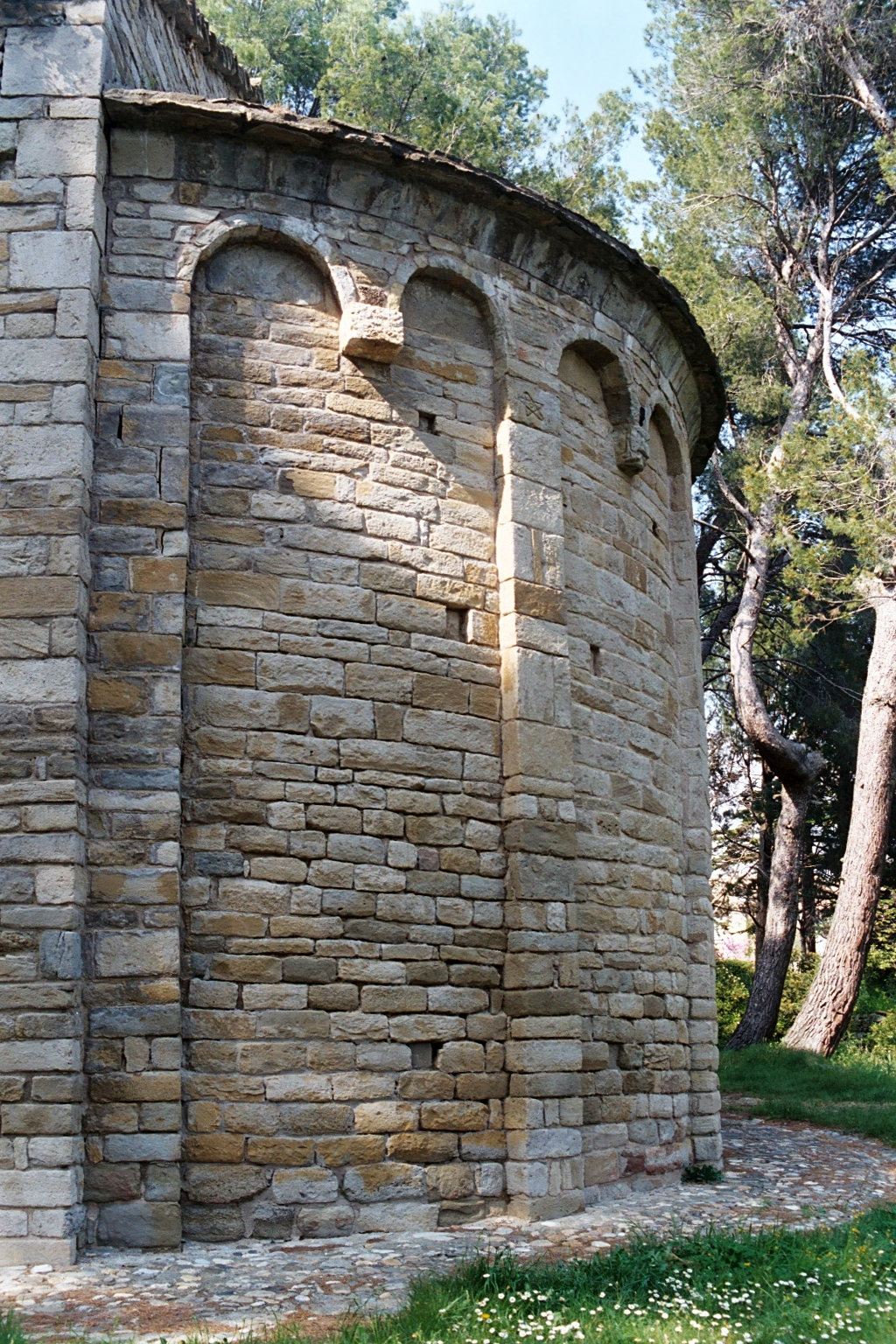
Bandes lombardes et lésènes.
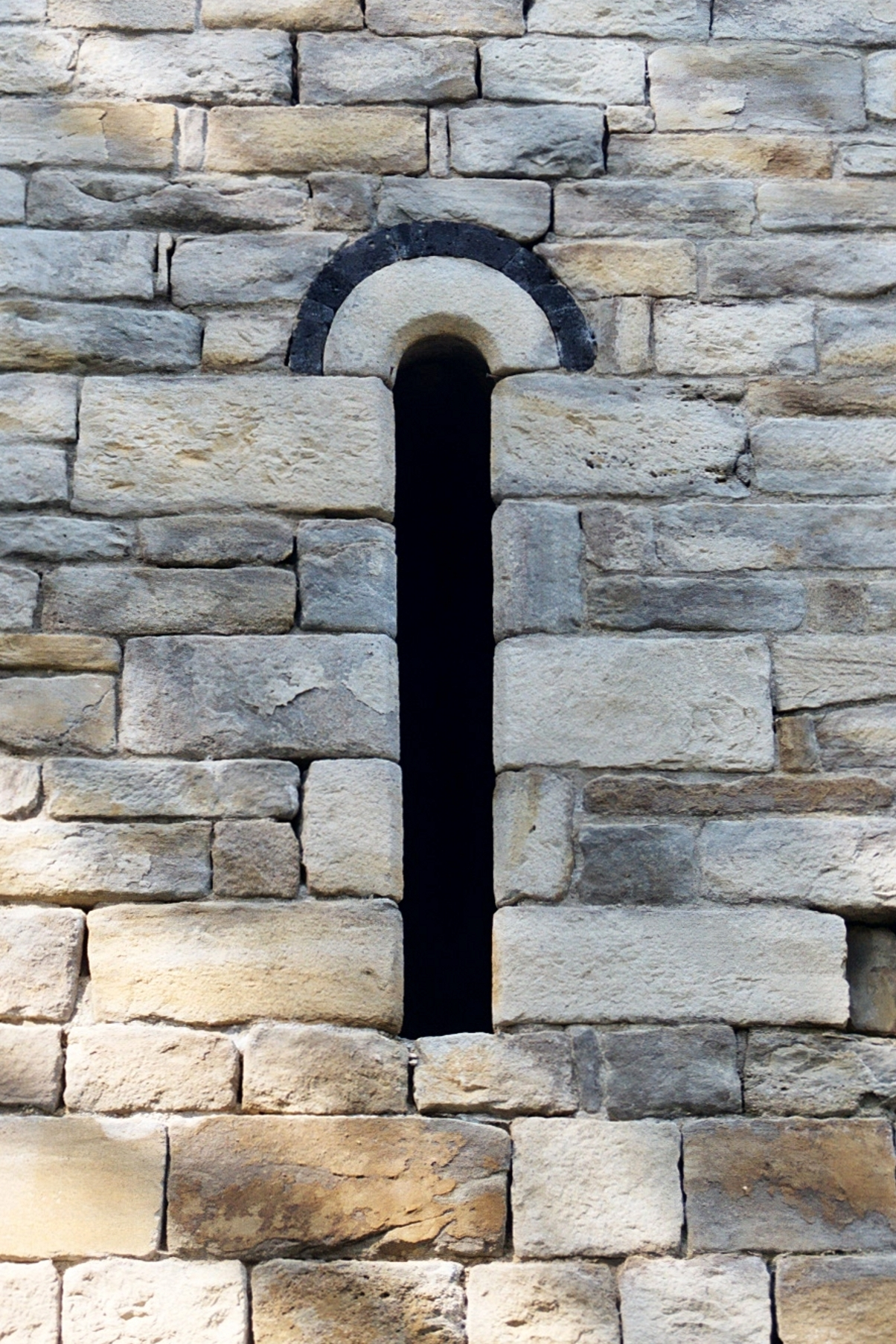
Fenêtre à arc monolithe et cordon de basalte noir.

## Architecture intérieure
L'intérieur, à vaisseau unique, est voûté en berceau brisé pour la nef et en cul-de-four pour l'abside.